# Schouwer
Schouwer (Engels: Auror) is een beroep dat voorkomt in de Harry Potterboekenreeks van de Britse schrijfster J.K. Rowling. Schouwers zijn werkzaam voor het Ministerie van Toverkunst. Hun taak is het opsporen en gevangennemen van Duistere Tovenaars, en dan vooral de volgelingen van Heer Voldemort, de zogenaamde Dooddoeners. Ook worden ze ingezet voor het bewaken van belangrijke personen. De Engelse naam voor Schouwer, Auror, komt waarschijnlijk van het Latijnse woord Aurora, wat einde van het duister betekent.
Het vak Schouwer heeft een glamoureuze uitstraling. Harry Potter krijgt in de loop van het verhaal meer en meer interesse in het vak, en hij baseert zijn vakkenpakket in zijn zesde jaar dan ook op de eisen van de Schouwersopleiding.

## Training
Tovenaars en heksen moeten een zeer uitgebreide training volgen om Schouwer te kunnen worden. De training bestaat uit onder andere Magische Gevechtskunsten voor Gevorderden. Potentiële Schouwers moeten hun scholing op Zweinsteins Hogeschool voor Hekserij en Hocus-Pocus of een andere Toverschool met hoge cijfers hebben afgerond voordat ze überhaupt worden toegelaten op de Schouwersopleiding.
Volgens Professor Anderling moet een leerling minstens vijf P.U.I.S.T.-en hebben gehaald (Proeve van Uitzonderlijke Intelligentie en Superieure Toverkunst) en geen enkel cijfer lager dan Boven verwachting om toegelaten te worden tot de Schouwersopleiding. Vooral de vakken Toverdranken, Verweer tegen de Zwarte Kunsten, Kruidenkunde, Bezweringen en Gedaanteverwisselingen zijn van belang. Potentiële Schouwers worden verder aan verschillende stringente persoonlijkheids- en geschiktheidstests onderworpen om na te gaan hoe ze presteren onder hoge druk. Ook moeten ze zeer vergevorderd zijn in verdedigingsmagie.
De Schouwersopleiding duurt drie jaar.
Er is eenmaal een uitzondering gemaakt: na de Slag om Zweinstein bepaalde Kingsley, de nieuwe Minister van Toverkunst dat alle studenten die hadden meegevochten en de strijd hadden overleefd, schouwer mochten worden. Dit zou dan ook de reden zijn dat Harry Potter en Ron Wemel schouwer werden, zonder dat ze aan de opleidingseisen voldeden.

## Amerikaanse schouwers
Het Amerikaanse tovenaarsministerie MACUSA kent eveneens schouwers. De organisatie in Amerika is echter strakker georganiseerd dan bij de Britse variant, en kent militaire titels en lokale afdelingen. Een belangrijke reden voor deze manier van werken is dat de Amerikaanse tovenaarswereld wil voorkomen dat een gebeurtenis als de heksenprocessen van Salem ooit weer kan plaatsvinden. Amerikaanse schouwers zijn ook sterk gericht op het wissen van herinneringen bij dreuzels die onverhoopt getuige zijn geweest van tovenarij; ook dit heeft zijn oorsprong in de angst voor nieuwe heksenjachten.

## Schouwers in de boekenserie
- Rufus Schobbejak (hoofd van het Schouwershoofdkwartier, voordat hij wordt benoemd tot Minister van Toverkunst, overleden)
- Alastor Dolleman (gepensioneerd, en later vermoord door Voldemort)
- Hecuba Jacobs (voormalig Schouwer, lid van de Orde van de Feniks)
- Romeo Wolkenveldt (voordat hij wordt benoemd tot Minister van Toverkunst, tevens lid van de Orde van de Feniks)
- Nymphadora Tops (lid van de Orde van de Feniks en overleden)
- Emmeline Vonk (lid van de Orde van de Feniks en overleden)
- Frank Lubbermans (permanent invalide gemaakt door Bellatrix van Detta (Dooddoener))
- Lies Lubbermans (permanent invalide gemaakt door Bellatrix van Detta (Dooddoener))
- Jan Donders (hielp Dorothea Omber met het ontslaan van Hagrid in de Orde van de Feniks)
- Gustaaf Rinkelbom
- Ongans (werd in Harry Potter en de Halfbloed Prins gestationeerd in Zweinsveld om Zweinstein extra te beveiligen)
- Barsing (werd in Harry Potter en de Halfbloed Prins gestationeerd in Zweinsveld om Zweinstein extra te beveiligen)
- Willemse (toen Voldemort op het Ministerie van Toverkunst was, was Willemse een van de mensen die er meteen naartoe ging)
- Harry Potter (hoofd van Schouwershoofdkwartier tijdens ministerschap van Wolkenveldt. Eerste Schouwer zonder P.U.I.S.T.en)
- Ron Wemel (evenals Harry niet in het bezit van P.U.I.S.T.en)